# 超人力霸王納克斯角色列表
| 演员       | 角色       | 角色                  | 以年代史發展之登场季数 | 以年代史發展之登场季数 | 以年代史發展之登场季数 | 以年代史發展之登场季数 |
| 譯名       | 譯名       | 日語                  | THE NEXT               | 姬矢篇                 | 千樹篇                 | 孤門篇·最終話          |
| ---------- | ---------- | --------------------- | ---------------------- | ---------------------- | ---------------------- | ---------------------- |
| 川久保拓司 | 孤門一輝   | こもん かずき         | Does not appear        | 主演                   | 主演                   | 主演                   |
| 桐島優介   | 姬矢准     | ひめや じゅん         | Does not appear        | 主演                   | 影像演出               | 客串                   |
| 內山真人   | 千樹憐     | せんじゅ れん         | Does not appear        | Does not appear        | 主演                   | 客串                   |
| 佐藤康惠   | 西條凪     | さいじょう なぎ       | Does not appear        | 主演                   | 主演                   | 主演                   |
| 石橋保     | 和倉英輔   | わくら えいすけ       | Does not appear        | 主演                   | 主演                   | 主演                   |
| 五藤圭子   | 平木詩織   | ひらき しおり         | Does not appear        | 主演                   | 主演                   | 次要演出               |
| 加藤厚成   | 石堀光彥   | いしぼり みつひこ     | Does not appear        | 主演                   | 主演                   | 主演                   |
| 田中伸彦   | 吉良澤優   | きらさわ ゆう         | Does not appear        | 主演                   | 主演                   | 主演                   |
| 堀內正美   | 松永要一郎 | まつなが よういちろう | Does not appear        | 主演                   | 主演                   | 主演                   |
| 日高瞳     | 首藤沙耶   | しゅとう さや         | Does not appear        | 主演                   | 主演                   | 主演                   |
| 宮下友美   | 野野宮瑞生 | ののみや みずお       | Does not appear        | Does not appear        | 主演                   | Does not appear        |
| 中丸紫苑   | 齋田莉子   | さいだ リコ           | Does not appear        | 主演                   | 提及                   | 客串                   |
| 俊藤光利   | 溝呂木真也 | みぞろぎ しんや       | Does not appear        | 主演                   | 主演                   | 提及                   |
| 別所哲也   | 真木舜一   | まき しゅんいち       | 主演                   | 提及                   | 影像演出               | Does not appear        |
| 遠山景織子 | 水原沙羅   | まき しゅんいち       | 主演                   | Does not appear        | 客串                   | Does not appear        |

此條目中為圓谷製作之特攝劇《超人力霸王納克斯》及其關聯作品《超人力霸王THE_NEXT》等概念企劃「ULTRA N PROJECT」共同世界觀等相關作品出現的所有角色。

## 夜襲隊（Night Raider）
孤門一輝 （こもん かずき）
飾演者： 川久保拓司 、童年：田中友也
配音： 陳卓智（香港TVB）、李世揚（台灣）
《納克斯》實質上的主角，23歲，TLT特殊防衛組織「夜襲隊」A組的新成員。過去曾是山岳救難隊的隊員，擁有為人和善，但是太過單純的性格，有著救人的強烈信念。: :在8歲曾有被「宇宙人」所救的回憶，過去在河裡溺水時，曾被一名不知名的人士所救，在受到對方「不要放棄」這句話鼓舞後，因而勵志成為他擔任救難隊隊員的動機。
在第1話中在松永要一郎的要求下前往TLT的基地遭遇異生獸的襲擊。但幸得到超人力霸王的救助下而逃過一劫，此後則正式成為夜襲隊的成員，然而與其他成員不同的是，孤門秉持著超人力霸王並非威脅存在的立場，因此在初期與其他隊員存有隔閡。
在黑色浮士德事件中，因察覺到女友莉子失蹤並慌亂尋找，卻意外被黑暗浮士德占據意識的莉子帶入黑暗領域，因而得知莉子過去就已被黑暗梅菲斯特殺死做成人偶的真相，最後莉子為了保護孤門而死去後而導致孤門悲痛欲絕。其後溝呂木將其視為目標，並使用黑暗領域侵蝕孤門的內心而漸精神崩壞，但在凪和姬矢的救助下以及她與莉子之間的紐帶，最終克服了無數的戰鬥而養成了堅強的性格，並在後續劇情克服了諸多困難，間連拯救身為適格者的憐，而經歷很大的心靈成長。
在最終話得知黑暗扎基的真正陰謀後，嘗試救下被黑暗吞噬的西條，因而獲得力量而成為納克斯的「第五適格者」與黑暗扎基決鬥，最終在姬矢、憐、以及重獲超人力霸王記憶的人們鼓勵下，使納克斯變身成最終形態「超人力霸王諾亞」，並擊敗黑暗扎基，在結局一年後繼續擔任夜襲隊保護人們免受野獸的侵害。。
《再臨 -ドリームス-》
在本傳三年後成為夜襲隊的副隊長。在面對新的黑暗巨人黑暗路西法時則和西條凪聯合變身成諾亞並與其對戰。
 西條凪  （さいじょう なぎ）
飾演者：佐藤康惠  、童年：中原知南
配音：黃玉娟（香港TVB）、 李明幸（台灣）
27歳，TLT特殊防衛組織「夜襲隊」A組的副隊長。是名經驗豐富的的戰士，對待以激進的言論與孤門對立，經常以理性和毫不留情的態度完成作戰，但私下則依然有著孤獨的一面。由於父母在小時候被異生獸殺害，因此對異生獸感到深深地憎恨。起初則將變身成納克斯的姬矢准當作異生獸看待，甚至在作戰中多次攻擊納克斯，後來隨著與孤門等人的相處，和經歷黑暗浮士德事件後，使她慢慢打開了自己的心房也逐漸對納克斯改觀。在溝呂木死去後，體會到只顧自己的想法而忽略他人感受、以犧牲自己性命來解決事情的想法是錯誤。糾正了捨身戰鬥的憐、告知他活下去的重要性。
在最終話時意外成為繼承「光」的「第四適格者」，在發覺父母的死實際上是被自己的隊員「石堀光彥」所為後失去理智，在不顧預知者的警告下將憤怒和憎恨轉化為黑暗強行變身，導致她心中的仇恨與忘川中封印的恐懼同步遭到黑暗吞噬，最後則是被孤門所救，並親眼目送孤門變身的瞬間。在結局一年後繼續擔任夜襲隊的副隊長。在原案企劃中，曾有著繼承光後被石堀進行暗示而墮入黑暗，從而變成黑暗扎基的設定。
《再臨 -ドリームス-》
在本傳三年後則赴任北美總部一年後回國，並和孤門聯合變身成諾亞與黑暗路西法對戰。
 和倉英輔   （わくら えいすけ）
飾演者：石橋保
配音：潘文柏（香港TVB）、李香生（台灣）
34歲，TLT特殊防衛組織「夜襲隊」A組的隊長。經常忠實地完成夜襲任務的使命，雖然性格嚴厲，但是也不乏用和善和熱情的方式照顧孤門，並深受部下的信賴與愛戴。但與凪不同的是，他與孤門建立了信任關係，並在第10話中鼓勵著孤門，就算知道姬矢的身份也能察覺對方的本意。即使得知黑暗浮士德事件的始末後也相信孤門會從黑暗歸來，隨著溝呂木事件結束後開始，也開始對TLT對待民眾使用的記憶消除感到不滿。在第35話被孤門說服後與眾隊員前去營救憐，並要求松永停止對待憐的人體實驗，最終則反抗TLT，強行沖進實驗室營救千樹憐。
在最終話得知黑暗扎基的真正陰謀，並目睹西條凪被黑暗所吞噬，及孤門變身成諾亞戰鬥的關鍵場面，在結局一年後則繼續擔任夜襲隊的隊長進行作戰。
平木詩織   （ひらき しおり）
飾演者：五藤圭子
配音： 張頌欣（香港TVB）
25歲，TLT特殊防衛組織「夜襲隊」A組的成員，同時也是擔任監督剛入隊的孤門戰鬥訓練的教官。。
過去曾是一名女警，因此具有出色的射擊能力，也是隊伍中性格最活潑直爽，但也較為毒舌的人，在Episode.EX中揭露因在本劇半年前意外目擊了異生獸，在解決之餘被松永要一郎相中而加入了夜襲隊，卻因此失去了與同事高槻茂樹間的戀情。平時也有著擦指甲油的愛好。在沮喪也有刮擦和剝掉指甲油的習慣。
在劇情中他經常與石堀光彥互動，平時在待機時等待的時候也經常與他閒聊，並隨著劇情發展而漸漸喜歡石堀，自Episode.EX之後與石堀確立感情關係，並稱呼對方為「伊希」，然而在最終話時因「黑暗扎基計劃」的時機到來而遭到石堀攻擊，因重傷而昏迷不醒。在結局一年後則傷癒，並繼續擔任夜襲隊的成員進行作戰。
石堀光彥   （いしぼり みつひこ）
飾演者：加藤厚成
配音：劉昭文（香港TVB）、孫誠（台灣）
29歲，TLT特殊防衛組織「夜襲隊」A組的技術專家。表面上致力於消滅異生獸，並掌握很多細菌和生物武器資料的學識。其隊歷比西條副隊長還要長 此前隸屬於東京警視廳。在第35話中則展先出獨自一人留在指揮室操控基地系統，引導夜襲者完美作戰的頂尖能力。
雖然是孤門和詩織的前輩，但其本身並未有前輩的莊嚴形象，反到與兩人相處較為融洽。在 Episode.EX中，曾安慰失戀的詩織。
實際上為代號未知之手（Unkown Hand）的重點對象黑暗扎基的人間體，在1991年來到地球時，以憑依能力強行附身在山岡一的身上，並且連思想也被控制，進而在年幼的西條凪面前殺害他的父母。之後，黑暗扎基篡改了山岡一的所有相關資料，並改名為「石堀光彥」進入夜襲隊內臥底潛伏，並等待自己復活的時機。同時也是製造了黑暗浮士德和黑暗梅菲斯特的元兇。並引發了一系列的事件的幕後黑手。
在最終話時露其本色。毫不猶豫地射殺詩織，並向凪承認是自己殺死了自己的母親，因而成功吸收了西條凪的「光」而重新複活，並暗中整理了所有適格者與潛在適格者的資料。但最後則被孤門所變身的諾亞徹底消滅，化作宇宙的塵埃。

## 適能者
姬矢准（ひめや じゅん）
飾演者：桐島優介
配音：蘇強文（香港TVB）、 林谷珍（台灣）
登場自第一话到第二十四话，27歲，超人力霸王納克斯的「第二適能者」。 過去曾是任職東都日報新聞社的戰地記者，並有著強烈的正义感和野心，當時在戰場中重傷時，被一名當地災民「塞拉」所救，並與塞拉建立了如兄妹般的羈絆。但後來在一次在戰場拍攝照片時，親眼目睹並拍下塞拉被炸死的瞬間。這成為了他這輩子的陰影，諷刺的是，這張他從不願意面對的照片反而卻受到世界的強烈反響，對此感到愧疚且難以釋懷的姬矢，則是行蹤不明，並在世界各地徘徊。一次在夢境中，他被塞拉的靈魂帶領到達了納克斯的古代神殿遺跡，因而在光芒的呼喚中得到「光」的力量而開始以超人力霸王的适能者身份與異生獸戰鬥，然而卻認為削減生命持續戰鬥的意義是對自己的懲罰。他也是納克斯電視劇首任和任期最長的適能者，與最強對手暗黑梅菲斯特對戰後交棒。
之後在歷經與孤門建立了深厚的信賴關係，及被TLT當作活體實驗的遭遇過後，為了阻止黑暗梅菲斯特的計畫而來到「終焉之地」，後和黑暗梅菲斯特的戰鬥中，在塞拉幻影及逐步建立起信任的夜襲隊的支持下奮力作戰，在明白光的意義不再迷茫，以自己的意志和黑暗梅菲斯特消失於火光之中。在最終話中曾以精神世界方式鼓勵孤門，並告知他「光是紐帶，會有人將它繼承」。
劇中雖未提及，但實則設立一個裏設定，他在美國流浪時無意中找到了憐，並對其對感到與自己相似的孤獨感。這是姬矢第一次，也是最後一次看到憐，但那一刻他卻在不知不覺中選擇了憐作為下一個適能者。在原案的結局過後則被證實生還，並在結局一年後出現在新宿。
《再臨 -ドリームス-》
在重操舊職後，再度拿起相機活躍於戰亂地區，於洛杉磯開了個人攝影展，並曾與凪相會。
姬矢再度拿起相機活躍於戰亂地區，堅持拍攝戰場的現實呼籲人們關注問題所在。
千樹憐 （せんじゅ れん）
飾演者： 內山真人
配音： 黃啟昌（香港TVB）、 林谷珍（台灣）
登場自第二十六话到第三十六话，17歲，超人力霸王納克斯的「第三適能者」。是為人和善，非常陽光的少年，住在遊樂園的更衣室裡，在遊樂園兼職工作，有著成為海洋學者的夢想。
在異生獸出現與夜襲隊交戰之時變身成出現納克斯在眾人面前，在戰勝異生獸之後受傷被孤門尾隨至住處，在孤門關心下則放下戒備，並向孤門坦白自己為適能者的事實，並拜託孤門隱瞞。至於TLT則是對憐起了疑心，並派出MP的野野宮瑞生來跟蹤憐。然而瑞生不但跟蹤失敗，還與憐成為了朋友並愛上了他。
後來在孤門和瑞生的追查下，發現千樹憐的過去其實是TLT北美總部的秘密實驗「普羅米休斯之子」的產物，由於普羅米修斯計劃自誕生的那一刻就存在致命的缺陷，並無法阻止細胞的死亡，因此憐到了18歲就會不可避免的凋亡，為了阻止這個現象發生，因此他需要治療藥物「拉斐爾藥劑」好延續壽命，並不想再看到為了更多傷心難過的人們的表情而來到了日本。在劇情後期被TLT抓走做實驗，被夜襲隊救出後則帶著重拾「光」的信念擊敗伊組麥魯，並將「光」歸還給納克斯，最後被眾人送往醫院，也因為拉斐爾藥劑的治療而恢復健康，在最終話中曾以精神世界的方式鼓勵孤門。
在原案的結局過後則繼續在遊樂園打工。
《再臨 -ドリームス-》
在三年後瑞生結婚，兩人接管了針巢的餐廳一同生活著。

## 黑暗魔人
齋田莉子 （さいだ リコ）
飾演者： 中丸紫苑
配音：稲田徹（浮士德聲優）、 林雅婷（香港TVB）
美術大學的學生，孤門一輝的女朋友，黑暗浮士德的適格者。是影響著孤門人格的重要人物，為了完成畢業作業《家族的特徵》而去描繪動物們以及他們的親子的生活。
實際在早在與孤門在加入夜襲隊的半年前，皆兩人相識的第一天晚上時，就與家人們一同被溝呂木真也（黑暗梅菲斯特）殺害，莉子的屍體則是被溝呂木以黑暗力量製成受他操縱的傀儡，即「黑暗浮士德」，並一直潛伏在孤門身邊。平時是保留莉子自我意識的情況下活動，但在失去意識後則會變身成黑暗浮士德。
第12話時，在黑暗浮士德和納克斯展開了最後的決戰時，當看見異生獸諾斯菲爾的利爪正要攻擊孤門時，莉子的意識在孤門的呼喚下而覺醒，並為了保護孤門而挺身擋住諾斯菲爾的攻擊，最終在攻擊中受到了致命傷，在恢復人形後告知孤門「自己沒有後悔跟他相遇」過後，以光的形式真正的逝去。
在最終話時以靈魂形式出現在孤門的精神世界裡，並告知孤門自己一直以來都相信著他能保護世界。
在TV動畫《SSSS.GRIDMAN》的第1話中，莉子為孤門所做的加油秧雞君（ガンバルクイナ君）作為女學生佩戴的吉祥物吊飾出現。後在在TV動畫《SSSS.DYNAZENON》的第一話中出現了以加油秧雞君為原型的毛絨玩具。
溝呂木真也  （みぞろぎ しんや）
飾演者：  俊藤光利
配音：李錦綸（香港TVB）、林谷珍（台灣）
第11話登場，TLT特殊防衛組織「夜襲隊」A組的前副隊長，黑暗梅菲斯特的適格者，32歲。。
個性剛猛，有些剛愎自用，與西條副隊長在過去有過戀情，起初是使用黑暗力量操控人心以利用他人的冷酷角色，在過去曾是夜襲隊中最優秀的異生獸獵人，曾在夢中察覺到適能者能踏入的古代神殿遺跡。在故事開始的1年前就被黑暗扎基激發內心的黑暗而與黑暗梅菲斯特合體。並企圖奪取超人力霸王納克斯的光使自己更強進而支配世界，同時也是殺害齋田莉子的真兇。
在終焉之地被姬矢准變身的納克斯擊敗後失去了記憶，在恢復意識後則是與一名父母被他間接殺害的小女孩「山邑理子」為伴。
後來被TLT逮捕過後則在於囚室恢復了記憶，更得知自己只是在種種黑幕下的一個棋子。為了贖罪而脅持了瑞生逃離了TLT，並希望能在死前與理子道歉，最終為了協助納克斯則使用光的力量變身成黑暗梅菲斯特，並捨身支援納克斯消滅了黑暗梅菲斯特二代，但因傷勢過重，最後與西條凪敞開心扉對話後去世。 
三澤廣之   （みさわ ひろゆき）
飾演者：竹內義人
配音：梁偉德（香港TVB）
20歲，原為記憶警察「Memory Police」的成員。是首藤沙耶的部下。在第32話因追趕脅持瑞生逃離TLT的溝呂木真也時，遭到未知之手（石堀光彥）選中並拖入黑暗，因而得到了溝呂木被剝奪的黑暗力量，成為黑暗梅菲斯特二代的適格者。
後來在眾人面前巨大化，在和納克斯戰鬥的同時欲試圖將納克斯的能量吸收殆盡。最後遭到溝呂木真也變身的黑暗梅菲斯特壓制，並一同遭到納克斯擊殺，三澤廣之也隨之遭到消滅。

## TLT
吉良澤優  （きらさわ ゆう）
飾演者：田中伸彦
配音：陳振安（香港TVB）、孫誠（台灣）
17歲，TLT特殊防衛組織「夜襲隊」的作戰參謀，有著預知未來和異生獸出現地點的特殊能力，因此被眾人稱為「預知者」，作為作戰參謀，他擁有比松永更高的權力，對夜襲隊、超人力霸王、異生獸及黑暗巨人的戰鬥平衡進行慎重的管理，並藉此來指導隊員們調節作戰。另外在作戰中也顯露極為冷酷的一面，如異生獸劫持人質時依然立即下令殲滅。也曾發出下令攻擊超人力霸王的命令。
在故事後期被揭露是千樹憐過去的好友，同時也和憐一樣是「普羅米休斯之子」的實驗對象，過去在美國的實驗設施曾與憐住在一起。當憐試圖逃離設施時，預測了未來表示“憐無法到達大海”，但當被抓回來的憐將撿到的貝殼交給了吉良澤，因而受到憐的影響，曾萌生出「未來是可以改變的。」的念頭，但也因為作為作戰參謀的使命，必須要假裝無視犧牲和風險而拋棄了個人感情，也接連表示他的內心相當孤獨，且有著嚮往自由的一面。尤其是當得知憐成為適格者之後，開始表現出劇中從未窺見過個人感受的一面。此外曾被指示攻擊超人力霸王的原因，則並不是對它懷有敵意，而是實際正在開發一種能夠抑制異生獸因子的“抗體”，並在最後得知主謀「黑暗扎基」的陰謀。
最終話中在緊急情況下嘗試阻止石堀光彥的行動，但是仍無力阻止黑暗扎基的復活，當在目睹孤門變身成超人力霸王後，則表示「如果超人力霸王在這場戰鬥中獲勝……，他的命運……可能會改變。」
松永要一郎  （まつなが よういちろう）
飾演者：堀內正美
配音： 招世亮（香港TVB））、 李香生（台灣）
45歲， TLT-J國際解放機構日本支部的管理官。過去曾是内閣情報調査室的補佐官。
乍看是一位舉止溫和的人，比如對下屬使用敬語（在緊急情況下），但他甚至也有犧牲城鎮採用了各種極端的措施去應對異生獸的侵襲，同時對溝木和姬矢進行了人體實驗，以獲得超人力霸王的能力，在一連串離譜行為的背後，則是歸因五年前在「新宿大災害」時，妻子在此事件喪生所造成的創傷，也導致自身疏忽照顧起女兒葉月的責任，對於第三位適格者的態度，則派遣與千樹憐接近同齡的瑞生間接控制了局面。在第34話中被告知女兒被波及異生獸事件的情況，也因為如此與葉月和解。緊接著再度抓住千樹憐，對他進行了人體實驗。對於夜襲者成員的反對則不穴一顧，他認為適格者「只不過是一個光的容器」，並希望能使用超人力霸王的光作為武器用處。然而言行卻頗受周圍人的反感，最終反叛的夜襲者釋放了千樹憐，但是在吉良澤的阻止下了放棄對夜襲者的追擊。
在最終話中被黑暗扎基的力量所嚇壞，但在吉良澤的激勵下則重新相信超人力霸王將會帶來勝利，並與他一同觀看諾亞的戰鬥。
《再臨 -ドリームス-》
在三年後與首藤結婚。
小柳
飾演者：本田清澄
TLT-J國際解放機構日本支部的幹部成員。
相馬
飾演者：鹿出俊之輔
TLT-J國際解放機構日本支部的幹部成員。
東鄉
飾演者：佐原健二
TLT-J國際解放機構日本支部的幹部成員及指揮官，在TLT-J的詢問會經常詢問夜襲者的任務概況。
在劇中與松永有很多互動，比如斥責松永或是嚴厲警告不準提到任何於新宿大災害相關的事件，在最後一話對於黑暗扎基在新宿的襲擊和世界各地異生獸的出現感到懼怕

### 北美支部
水原沙羅  （みずはら さら）
飾演者：遠山景織子
配音：黃麗芳（香港TVB）
《納克斯》第33話及第34話登場，TLT北美本部的檢查官，也是第一位異生獸「THE ONE」的融合者有働貴文的未婚妻，33歲。
乍看下是位非常冷酷無情的人，但實際並非那麼殘酷，在過去經歷未婚夫的悲慘遭遇後則壓抑了自身的情緒，在北美本部進行普羅米修斯計劃的負責時，則向上層曾表示為即將到來異生獸對策放在首位，發布拉斐爾藥劑開發終止的命令。而後則從北美來到日本的TLT-J，向松永及和倉等人表示「TLT內部已遭到『未知之手』的滲透」的消息後，隨後則向「夜襲隊」的成員們解釋五年前「新宿大災害」、異生獸以恐懼為食及忘川的真相，在引用超人力霸王存在的同時也反駁了西條凪“仇恨就是力量”的說法。認為超越恐懼所擁有的感情而是「愛著人的心」、「關愛他人的精神」，則表示這是第一位適格者真木舜一所教會他的，最終向海本表示千樹憐也傳遞與過去同樣的感情保護這個世界後，則帶著滿意的微笑離開了日本。

《THE NEXT》
在本傳五年前，是與美軍合作的日本自衛隊的直屬機構「對抗生物武器研究機關（BCST）」的化學擔當官及負責人，28歲。最初受到上層派遣，強制帶走意外與跟「赤色球體」相撞的真木舜一，並將其監禁於廢工廠中搭建的BCST研究室，並採取各種強制措施對真木進行與「赤色球體」關聯性的審問，並將擁有未知能量的真木視為怪物，將其作為誘餌故此吸引代號「The One」的異生獸，但在危機之時被真木所變身的超人力霸王所救後則改變對於真木的觀感。
隨後則向真木透露「The One」的真實身份，就是其戀人皆海上自衛隊中尉的有働的消息，起初在得知有働的異變後，因自身心煩意亂導致未能攔截失去理智的有働逃跑，進而造成犧牲更多受害者的憾事，為此而希望能以更多手段終結有働的性命，而在最終與真木的合作下，試圖通過分析THE ONE細胞產生的各種毒藥和化學武器來阻止「THE ONE」的失控，並在結局在心裡深深向真木道謝。
 海本隼人   （かいもと はやと）
飾演者： 北岡久貴、少年：松川真之介
配音：黎景全（香港TVB）
30歲，來自TLT北美本部，水原沙羅的直屬部下。跟隨沙羅到TLT-J向「夜襲隊」的隊員們揭示五年前「新宿大災害」的真相，實則擁有獨特的超能力，在1991年時曾透過該能力與來訪者交談，並得知來訪者母星過去的慘劇，以及異生獸、黑暗扎基的惡行。
除此之外，他也是「普羅米修斯計劃」中提供特殊DNA的所有者之一，目的是能培育更多能與來訪者交流的超能力者，並將繼承自己基因的超能力者視為自己的孩子默默關心著，當得知千樹憐基因的意外缺陷，導致其到18歲就會死亡的消息後，便私下重新開發拉斐爾藥劑好能挽救憐的生命，同時自從千樹憐到達日本後便一直在周遭監視著憐的行動，也時常在千樹憐的回憶中出現，最後隨著沙羅離開了日本。

## 記憶警察（MP）
首藤沙耶   （ ）
飾演者： 日高瞳
配音： 曾秀清（香港TVB）
32歲，記憶警察「Memory Police」的負責人。經常和其他的成員（近藤敦，與吉成俊昭飾演）找尋遭遇異生獸事件的平民，其利用「忘川」的能力消除人們對超人力霸王以及異生獸的相關記憶，在黑暗中維護人類社會秩序以保持社會穩定。他堅信自己的職責對於受害者來說是一種救贖，也認為異生獸的存在一個必須隱藏的真相，不過有時表現出關心和對自己的職責猶豫不決的一面。
曾向孤門展示因遭受異生獸攻擊而創傷的倖存者，並藉由消除該人的記憶，並孤門理解為何受害者記憶需要消除因而解脫的一面。在故事後期曾對松永的行為表示懷疑，但通過與女兒葉月的交流，我了解到松永行為背後的感受。
《再臨 -ドリームス-》
由於記憶警察解散，在三年後與松永結婚。
野野宮瑞生   （ののみや みずお）
飾演者： 宮下友美
配音： 梁少霞（香港TVB）
20歲，記憶警察「Memory Police」的成員。 於第25話中初登場，是首藤沙耶的優秀部下，原先負責進行監視第三適格者「千樹憐」的跟蹤任務，但後來被憐的性格所吸引，並逐漸和他越來越親近，並愛上了憐。 
 在29話曾幫父母被異生獸殺害的小女孩「山邑理子」消除記憶過，然而在失誤下不小心將她過去包括名字的記憶全部消除，只留下了被異⽣獸襲擊的恐怖記憶，對此也是感到相當在意。 
在第34集中意識到了憐就是超人力霸王的身份，並在與伊組麥魯決戰的前夜時向憐表白了自己的心意。但隨後則察覺到憐企圖拿取記憶消除器想消除自己對憐的記憶時，及時制止了他，並打醒憐不該以不顧及珍惜自己的人的感受行事。最終則是陪著因擊敗伊組麥魯而精疲力盡的的憐，前往醫院進行施打治療藥物「拉斐爾藥劑」。
《再臨 -ドリームス-》
在退出了記憶警察之後，於三年和憐結婚，兩人接管了針巢的餐廳一同生活著。

## 2004年
真木舜一（まき しゅんいち）
飾演者：別所哲也
《THE NEXT》的主角，超人力霸王THE NEXT的「第一適能者」，34歲。是航空自衛隊・百里基地第7航空團・第204飛行隊F-15鷹式戰鬥機的二等空尉（中尉）。小時候將航空自衛隊的戰鬥機當作「銀色的流星」，從而加入航空自衛隊，儘管擁有相當卓越的駕駛能力，但卻由於兒子継夢身患先天性疾病而打算退休，在一次執行神秘飛行物搜索調查的任務時意外與跟「赤色球體」相撞，並意外與銀色的巨人「THE NEXT」結識，並在一體化下得到適格者的特殊能力，能夠使用預知能力感應即將發生的預兆，在被宣告「奇蹟生還」被人類方救回後，與前來調查的水原沙羅一同行動。
水原沙羅的介入下設法逃脫BCST的追捕，並在最終被有働攻擊而陷入瀕死狀態時，意外變身成了THE NEXT。
而在故事後期為了保護自己心愛的家人，與「The One」在新宿上空戰鬥，最終在擊敗「THE ONE」後甘願把生命還給THE NEXT，並向THE NEXT講述了自己身為父親無法履行與兒子的約定的遺憾。而THE NEXT被真木的心意索感動，因此最終則救回了真木舜一的性命，並與之分離後化作光沉睡在地球等待新的時機，失去變身能力的真木則重新與家人團聚，轉職成星川航空的民航飛行員回歸平靜的生活。
有働貴文（うどう たかふみ）
飾演者：大澄賢也
海上自衛隊的二等海尉（中尉），異生獸「THE ONE」的融合者，25歲。是水原沙羅過去的戀人皆未婚夫，在三個月前派去海底調查藍色發光體「BLUE」時下落不明，在奇蹟般地從潛水艇中死裡逃生後時已強行被可以吸收任何生命體來強化自己的異生獸「THE ONE」融合，並改變了他的DNA結構使他變成了一頭毫無人性，只知吞噬的怪物，並在對抗生物武器研究機關（BCST）的監視下脫逃而失去踪跡。
最終在保留一定理性的意識時懇求沙羅殺死自己，然而有働的人格再不久就被「THE ONE」完全吞噬，在不能變回為人的進化姿態下暴走，並吸收了各式各樣的生物進入體內產生變異，最後在完全怪獸化後間接將新宿地區摧毀殆盡，在戰役時被THE NEXT切下兩翼，並在進化光線的照耀下消失殆盡。死後的殘留細胞則化為五年後出現在世界各地的各種異生獸。

#### 對抗生物武器研究機關（BCST）
曽我部（くらしま たけし）
飾演者：隆大介
日本自衛隊的直屬機構「對抗生物武器研究機關（BCST）」的負責人，階級為陸上自衛隊一等陸佐（大佐），45歳。沙羅過去的直屬上司，在「赤色球體」事件後派出沙羅強制帶走舜一，並採取各種強制措施對舜一的審問。
由於有働貴文的事件使得他對於舜一有所警惕，在沒有意識到「THE NEXT」和「THE ONE」本質上是不同的實體時，以自身的主張認為舜一會變成「怪獸化的危險實體」。
矢代 
飾演者： 清水一哉
日本自衛隊的直屬機構「對抗生物武器研究機關（BCST）」的特殊部隊長（三佐）。

## 平民

### 姬矢的關係人
佐久田惠  （  ）
飾演者： 川嶋朋子
配音：謝潔貞（香港TVB）
32歲，任職東都日報新聞社的記者。是姬矢準過去的同事，十分關注姬矢失蹤的情況，並將姬矢的過去向前來調查的孤門告知。
在第22話重新與姬矢重逢，並知悉姬矢就是納克斯後，而溝呂木真也綁架，以作為利用姬矢的人質，並被帶到「終焉之地」目睹姬矢變身成納克斯的最後一戰。最後在被救出後，則被記憶警察（MP）消去關於這場戰鬥及姬矢的記憶。
 根來甚藏 （ねごろ じんぞう）
飾演者：大河內浩
配音：梁志達（香港TVB）
37歲，是姬矢準過去的好友和自由業記者。自從姬矢準失蹤和再現過後對隨後發生的一系列事件感到懷疑而決定獨自調查，通過大量途徑初步了解了事件的真相。在第20話中奪走保呂草所拍下的異生獸照片而遭到記憶警察（MP）的通輯。
最後在第23話中目睹送姬矢變身成納克斯的瞬間，掌握了真相，在目送他進入「終焉之地」後被記憶警察包圍，被消去了記憶。
塞拉   
飾演者：田中舞
一位來自東南亞的孤兒少女，在姬矢準的生命中佔有重大的地位，過去在國家爆發的戰爭中失去了父母和兄弟，並通過村里的井取水來謀生。在偶然救助在戰場中重傷的姬矢下，與姬矢建立了如兄妹般的羈絆。
然而最後想要勸阻姬矢前往戰場時，在姬矢的面前瞬間被炸死，並給姬矢造成巨大的心靈創傷。後來在夢境中以靈魂形式出現，並帶領姬矢到達了納克斯的古代神殿遺跡而獲得「光」的力量。在第24話中於姬矢的精神世界短暫登場，將光的由來和意義傳達給了姬矢，並鼓勵姬矢振作起來。

### 千樹的關係人
針巣直市  （はりす なおいち）
飾演者：菊池英一
配音：張炳強（香港TVB）
62歲，遊樂園的的經營者。 個性相當仁慈和善，過去在街頭遇見流浪的憐時相當關照著他，最後更僱用憐，並讓他在遊樂園擔任員工的工作。
 尾白高志  （おじろ たかし）
飾演者：鈴木圭
配音：黎景全（香港TVB）
17歲，:一名高中生。和千樹憐一同在遊樂場打工的好朋友。由於家裡開創木工店所以對木工相當在行，經常幫忙修理憐的房屋。我隱約感覺到憐不是一個正常的男子，而是背負著沉重的責任。
在決定縮短播出時間之前，曾規劃以高志為中心的一集。
在動畫《SSSS.DYNAZENON》的第7話中，高志在本作第 26 集中所穿的服裝出現在故事中。

### 莉子的家人
斎田
飾演者：山口眞司
配音：盧國權（香港TVB）
莉子的父親，50歳，第4、11及12話登場。雖然從未與孤門見面，但他從莉子得知孤門是在做幫助人們的工作後，則對孤門表示滿意。
然而在半年前，即莉子和孤門兩人相識的第一天晚上時，他和家人們則遭到異生獸的襲擊，最終在莉子面前遭到異生獸殺害，而劇中的言行和家庭聚餐的景象全是莉子的幻覺。
斎田典子
飾演者：元井須美子
配音：沈小蘭（香港TVB）
莉子的母親，47歳。第4、11及12話登場。在半年前，即莉子和孤門兩人相識的第一天晚上時和家人們則遭到異生獸的襲擊。
最終在莉子面前遭到異生獸殺害，而劇中的言行和家庭聚餐的景象全是莉子的幻覺。
斎田隆
飾演者：水野真吾飾
配音：梁偉德（香港TVB）
莉子的弟弟，18歳，高中生。第4、11及12話登場。在半年前，即莉子和孤門兩人相識的第一天晚上時和家人們則遭到異生獸的襲擊。
最終在莉子面前遭到異生獸殺害，而劇中的言行和家庭聚餐的景象全是莉子的幻覺。

### 山邑家
山邑理子  （やまむら りこ）
飾演者：小池彩夢
配音：陳凱婷（香港TVB）
第14、15及29話登場，與哥哥「薰」在父母被異生獸諾斯菲爾殺害後相依為命的小女孩。在被操控的父母抓走後受困於諾斯菲爾的額頭中。並連同遭到納克斯光線的波及而陷入了重傷，對孤門產生很大的打擊。
於第29話中再度登場，與哥哥薰寄養在親戚的阿姨家中，然而卻在記憶警察野野宮瑞生的失誤下，不小心她過去包括名字的記憶全部消除，只留下了被異⽣獸襲擊的恐怖記憶，因此始終被那段恐怖回憶所糾纏著。
在山中遇到實際為間接殺害自己父母的兇手，然而失去記憶的「溝呂木真也」過後，由於雙方有著同樣的經歷而結伴一同行動。最後因能看見於美塔領域的納克斯與異生獸戰鬥的畫面後回復了過去的記憶，在明⽩這世上還是有光輝以及愛她的⼈存在後則獲得了救贖，同時也是溝呂木真也死前最想傾訴歉意的對象。
山邑薫
飾演者： 中野勇士
配音：伍秀霞（香港TVB）
山邑理子的哥哥，第14、15及29話登場。目擊了父母被異生獸諾斯菲爾操控，和妹妹理子被受困於諾斯菲爾的額頭的畫面，由於無力阻止孤門發射光線導致理子受傷，故非常怨恨孤門。後與理子被記憶警察消去了記憶，並寄養在親戚的阿姨家中生活。
在第29話擔心失蹤的理子而與理美行動，在偶然遇到孤門時，及時失去了記憶，但他對孤門仍保持著陌生和熟悉的感覺，最終在聽從孤門的諾言後，則擺出意味深長的表情將妹妹的安危託付給了孤門，並在最後與妹妹重逢。
山邑博
飾演者： 飛鳥信
配音：梁志達（香港TVB）
山邑理子的父親，第14、15及29話登場。與家人遭到異生獸諾斯菲爾的襲擊，並和妻子一同遭到諾斯菲爾殺害，而成為被操控的傀儡行動。
山邑涼子
飾演者：岡本智子
配音：黃麗芳（香港TVB）
山邑理子的母親，第14、15及29話登場。與家人遭到異生獸諾斯菲爾的襲擊，並和妻子一同遭到諾斯菲爾殺害，而成為被操控的傀儡行動。
山邑理美
飾演者：田島穂奈美
山邑理子的表姐，第29話登場。初中生，因擔心失蹤的理子而與薫一同行動。

### 松永要一郎的家人
松永葉月   （ ）
飾演者：杉咲侑果
配音：黎桂芳（香港TVB）
18歲，第33及34話登場，松永要一郎的女兒，他對父親檔案中記錄的憐感到興趣，但由於母親過去在「新宿大災害」喪生後，和關係疏遠的父親經常發生衝突。
最後在憐及瑞樹的幫助下了解父親高壓的工作情況，並最終與父親和解，然而因目擊到納克斯與異生獸的戰鬥而被抹去了記憶。
松永的妻子
飾演者：真山茜草
松永的妻子，葉月的母親，在五年前的「新宿大災害」喪生。

### 詩織的關係人
高槻茂樹  （たかつき しげき）
影丸茂樹}
特別篇「詩織」登場，詩織過去任職警局的同事皆暗戀對象，過去在目擊到異生獸攻擊詩織的畫面時救助了詩織，在被記憶警察抹去記憶前向詩織告白，然而因為被抹去記憶的因素，使得甦醒的他因此錯失與詩織展開戀情的介機，兩人間的距離也越來越疏離。最後則與表秋子交往。
表秋子
飾演者：宮本英里佳
特別篇「詩織」登場，詩織的朋友。在高槻茂樹抹去對詩織感情的記憶後與茂樹交往，險些成為異生獸的目標。

### 1991年的時間線
山岡一
飾演者：加藤厚成
配音：劉昭文（香港TVB）、孫誠（台灣）
美軍特種部隊化學部的負責人，西條茂博士的助手，在1991年應美國政府要求從日本西條實驗室趕往美國的科羅拉多州負責研究來訪者，然而受到異生獸、黑暗扎基的罪行所驚嚇，因而精神不穩定
最終遭到黑暗扎基以憑依能力強行附身，連思想也被控制下進而在年幼的西條凪面前殺害他的父母。之後山岡一所有相關資料全數遭到篡改。
西條茂
西條凪的母親，日本西條實驗室的成員，在1991年應美國政府要求，與其擔任主任研究員的丈夫帶領團隊趕往美國科羅拉多州負責研究來訪者。
最終在女兒面前，遭到被憑依能力強行附身在山岡一的黑暗扎基所殺害。

### 2004年的時間線

#### 真木的家人
真木蓉子 （まき ようこ）
飾演者： 裕木奈江
真木舜一的妻子，29歲。相當掛念與丈夫和兒子的安危，在故事後期在醫院目睹了新宿大災害的發生，結局則重新與舜一團聚。
真木継夢 （ ）
飾演者： 広田亮平
真木舜一的兒子，6歲。
由於先天性疾病被判定只剩下一年的壽命，夢想是成為一名F15飛行員，和父親一樣在天上飛翔。在房間裡有著快兽布斯卡的玩偶。

#### 航空自衛隊與星川航空
倉島剛 （くらしま たけし）
飾演者：永澤俊矢
舜一的同事皆好友，航空自衛隊第204飛行隊F-15鷹式戰鬥機的隊長，一等空尉（上尉），37歲。在「赤色球體」事件後，應BCST的要求被迫監視蓉子和継夢，並擔憂舜一當前相當不利的狀況，因此曾威脅沙羅讓舜一與他的家人重聚。在「THE NEXT」和「THE ONE」之間的空中戰鬥中試圖幫助變身成「THE NEXT」的舜一。
萬城目（そがべ）
飾演者：草刈正雄
航空自衛隊退役的飛行員、星川航空的社長，46歲。經常與員工一平和由利子一起鼓勵著擔憂兒子身體的蓉子。曾有過在空中追捕罪犯的經驗，因此受到警察贈予的感謝狀，其人物原型對應著1966年電視劇《超異象之謎》的主角萬城目淳。
一平
飾演者：角田英介
星川航空的機械師，25歳。經常與由利子一起鼓勵著擔憂兒子身體的蓉子。其人物原型對應著1966年電視劇《超異象之謎》的主角戸川一平。
由利子（ゆりこ）
飾演者：佐藤夕美子
星川航空的機械師，46歲。經常與員工一平一起鼓勵著擔憂兒子身體的蓉子。其人物原型對應著1966年電視劇《超異象之謎》的主角江戸川由利子。

## 其他
保呂草  （ほろくさ）
飾演者：林泰文
配音：鄺樹培（香港TVB）
28歳，第19話登場，攝影師。曾在山野與模特兒「七夏」及助手「潤平」救助昏迷的姬矢準，並向七夏告知自己在看見姬矢準拍攝的攝影照片後深受感動，因而踏上了攝影師之路的夢想。
然而最後卻因企圖拍攝怪獸行動的照片，在未注意情況下遭到隱形異生獸格魯格來姆的吞噬而喪生。後兩者在目睹保呂草的死後雖被消除了記憶，不過即使保呂草的死因被篡改，保呂草的早逝也依舊生生影響著兩人，並恢復了對自身工作的熱情。
潤平
飾演者：片山雅彦
配音：馮錦堂（香港TVB）
23歲，保呂草的攝影助手，第19·20話登場。經常遭到保呂草的責罵，並一同遭到異生獸的襲擊，在被記憶警察消除記憶後，忘記了保呂草真正的的死因。
不過即使保呂草的死因被篡改，保呂草的早逝也依舊生生影響著潤平，並恢復了對自身工作的熱情。
七夏
飾演者： 吉井怜
配音：鄭麗麗（香港TVB）
保呂草的雜誌模特兒，第19·20話登場。對目前的工作不滿意而有辭職的打算，並一同遭到異生獸的襲擊，:在被記憶警察消除記憶後，忘記了保呂草真正的的死因
不過即使保呂草的死因被篡改，保呂草的早逝也依舊生生影響著七夏，並恢復了對自身工作的熱情。
 山田太一郎  （やまだ たいちろう）
飾演者： 齊藤曉
50歳，第21至23話登場，世界UFO研究所的成員，幫助根來整理異生獸的情報，山田並不是他的真實名字，他的真實身份則是原FBI搜查官「韋恩·張 （ウェイン・チャン）」。
過去因曾有位具有心靈感應能力的朋友，然而在被選為與來訪者進行溝通的媒介後就下落不明，也因此知悉異生獸真相的他，與夥伴「廣川武雄」、「青野康」聯合支持異生獸的情報公開而暗中活躍。
青野康
飾演者：佐藤亮太
25歳，第21至23話登場，世界UFO研究所的成員。幫助根來整理異生獸的情報。
廣川武雄
飾演者： 野仲功
39歳，第21至23話登場，世界UFO研究所的成員。幫助根來整理異生獸的情報。